# Gonozomálně recesivní dědičnost

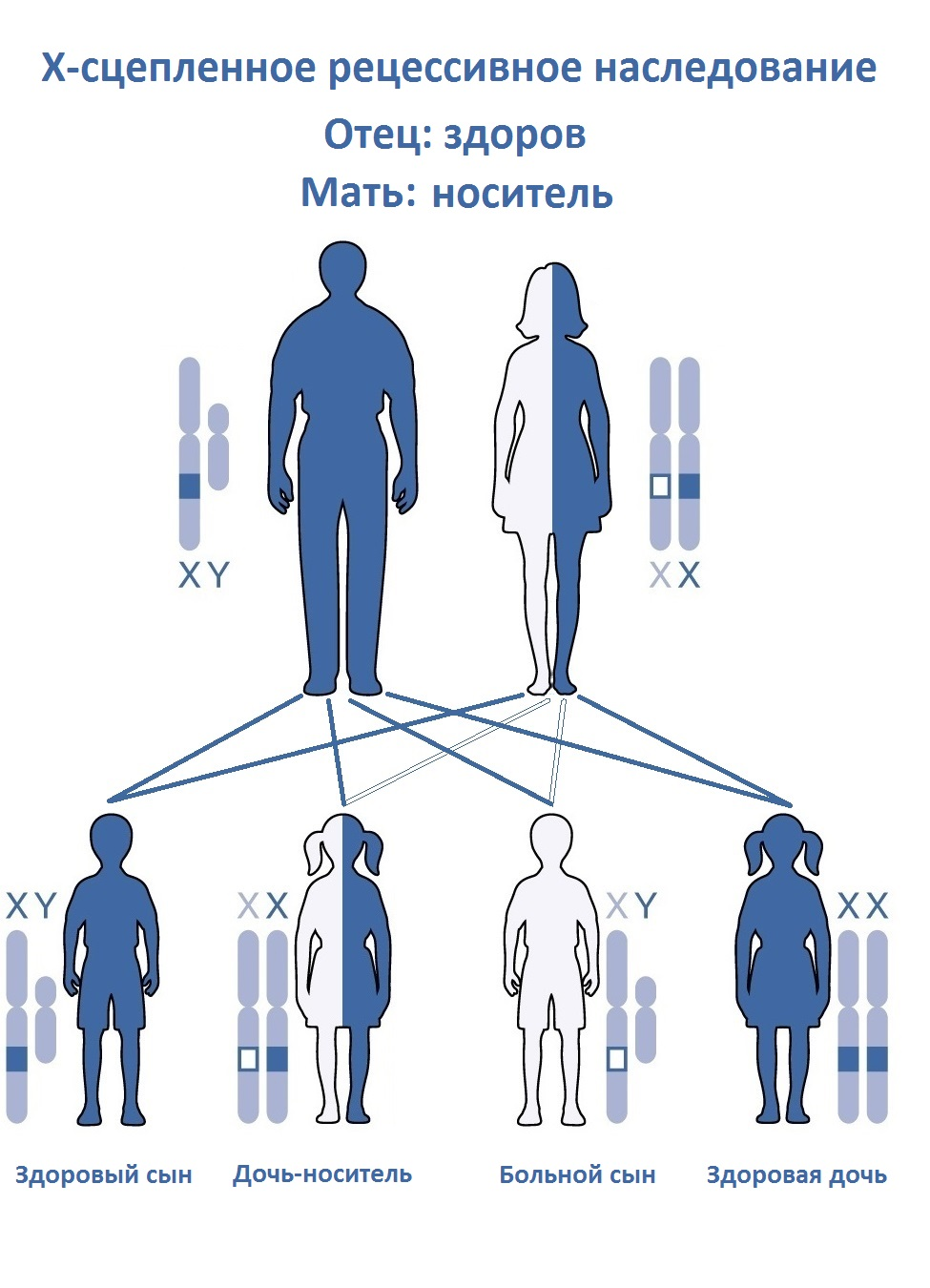
potomstvo nemocného otce a matky přenašečky

Gonozomálně recesivní dědičnost je přenos sledovaného znaku, jehož alela leží v gonozomu, a to v chromozomu X (X-vázaná dědičnost). Na chromozomu Y je obecně lokalizováno jen málo genů, např. SRY. Zvýšené ochlupení ušních boltců, které bylo dříve uváděné jako příklad Y-vázaného znaku (OMIM: 425500), pravděpodobně nemá s chromozomem Y výraznou spojitost.
Typickým projevem je daleko větší počet nemocných mužů než žen, které jsou v drtivé většině jen zdravé přenašečky.

## Odchylky
Některé nesrovnalosti mohou vzniknout tím, že u přenašeček dochází k různé míře projevu nemoci. Způsobuje to náhodná lyonizace jednoho z X chromozomů v každé buňce těla. Může k tomu docházet například u hemofilie.

## Příklady
- hemofilie A (OMIM: 306700)
- hemofilie B (OMIM: 306900)
- daltonismus (OMIM: 303800)
- muskulární dystrofie Duchennova typu (OMIM: 310200)
- muskulární dystrofie Beckerova typu (OMIM: 300376)